# HR Водолея
HR Водолея (лат. HR Aquarii) — одиночная переменная звезда в созвездии Водолея на расстоянии (вычисленном из значения параллакса) приблизительно 20552 световых лет (около 6301 парсека) от Солнца. Видимая звёздная величина звезды — от +14,4m до +13,2m.

## Характеристики
HR Водолея — жёлто-белая пульсирующая переменная звезда типа RR Лиры (RRAB) спектрального класса F. Эффективная температура — около 6562 К.